# Calymperes
Calymperes là một chi rêu trong họ Calymperaceae.